# Jeg filmer mine fødder
|  | Denne artikel er oprettet af botten Steenthbot ud fra en ekstern database. Den kan derfor have sproglige fejl eller mangler. Denne skabelon kan fjernes efter kontrol af indholdet. |

Jeg filmer mine fødder er en dansk dokumentarfilm fra 2019 instrueret af Jørgen Leth.

## Handling
“Livet er et mysterium - en form for labyrint eller gåde, der skal løses. Denne film er mit testamente – en rejse hvorpå jeg vil lære at forstå mit liv, de beslutninger jeg har taget, og hvilke konsekvenser de har haft – den er min søgen efter kærlighed og tilgivelse, som måske bliver forgæves.” Denne film er en rejse – en enkelt dag i Jørgen Leths (80 år gammel) liv – en rejse fra a til b gennem livet. “Jeg laver en film om at blive gammel. Jeg vil have at det bliver en glædelig rejse – en film man vil huske! Jeg har det godt – eller har jeg? Hvor længe kan jeg blive ved?” Filmen handler om at blive gammel. Den kan på sin vis kaldes Jørgen Leths testamente.

## Medvirkende
- Jørgen Leth